# Lincheng (Xingtai)
Der Kreis Lincheng (chinesisch 临城县, Pinyin Línchéng Xiàn) ist ein Kreis der chinesischen bezirksfreien Stadt Xingtai, Provinz Hebei. Er hat eine Fläche von 777,9 km² und zählt 204.086 Einwohner (Stand: Zensus 2010). Sein Hauptort ist die Großgemeinde Lincheng (临城镇).

## Administrative Gliederung
Auf Gemeindeebene setzt sich der Kreis aus vier Großgemeinden und vier Gemeinden zusammen. 